# Bartolomeo della Fonte
Bartolomeo della Fonte (Firenze, 1446 – Montemurlo, 1513) è stato un umanista italiano.
Dal 1489 in Ungheria, fu autore di un De poetice (1491) dedicato a Lorenzo il Magnifico e di un vasto Epistolario.
Su della Fonte scrisse la propria tesi il filologo Concetto Marchesi.